# Axtbug
Der Axtbug (englisch axe bow) ist eine besondere Bugform. Kennzeichnend ist ein weit gestrecktes Vorschiff mit einem senkrechten Steven.

## Entwicklung und Anwendung
Der Axtbug wurde entwickelt, damit das Wasserfahrzeug die Wellen besser schneiden kann (englisch Wave-piercing hull). Der Steven ist so weit nach unten gezogen, dass er den tiefsten Punkt des Schiffsrumpfes bildet. Der Bug bleibt nach dem Durchschneiden des Wellenbergs auch im folgenden Wellental mit seiner Unterkante im Wasser. So werden hartes Einsetzen in die See vermieden, das Stampfen verringert und eine gleichmäßige hohe Fahrtstufe ermöglicht.
Wasserfahrzeuge für Verkehr-, Versorgungs- und Rettungseinsätze werden mit dieser Bugform gebaut. Beispiele sind die Versorger der Damen Shipyards Group, das neue Rettungsboot Nh 1816 der Koninklijke Nederlandse Redding Maatschappij (KNRM) oder die Frosttrawler der Cuxhaven-Baureihe. Die Reederei Hurtigruten lässt ihre Expeditions-Kreuzfahrtschiffe der Roald-Amundsen-Klasse mit Axtbug bauen.

## Galerie

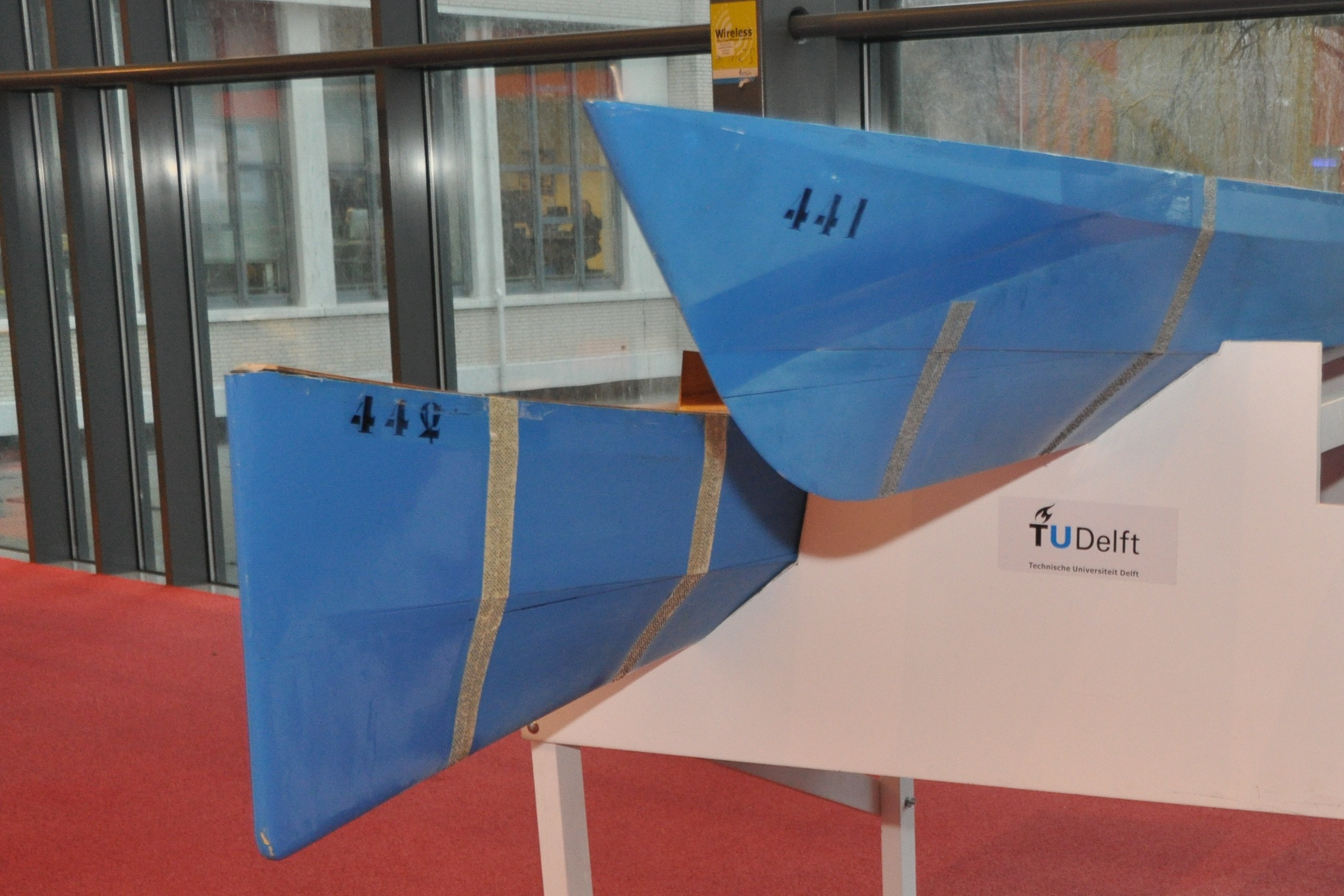
Hydrodynamische Schiffsmodelle eines Axtbugs (442) und einer konventionellen Bugform (441)
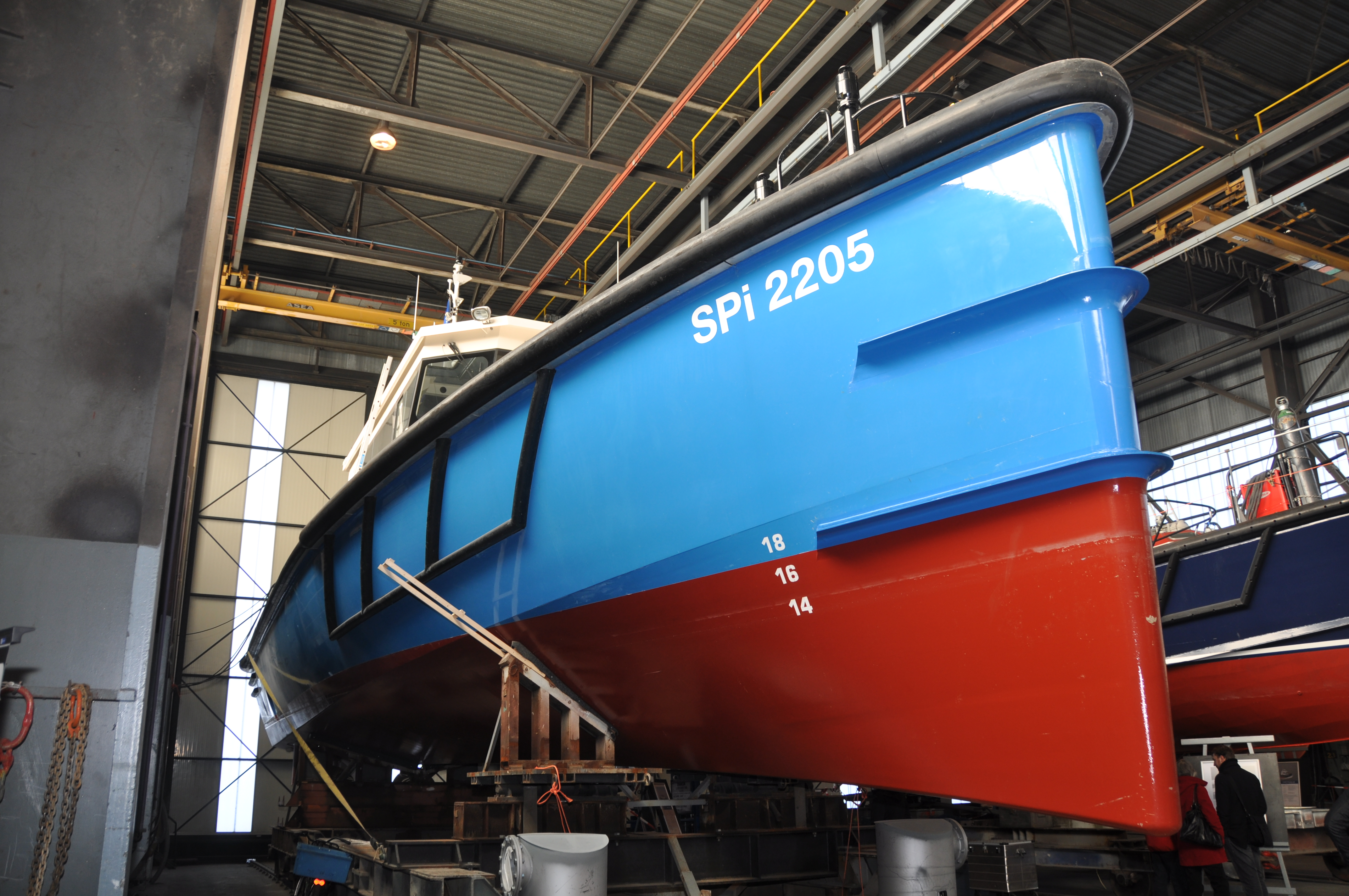
SPi 2205, ein Lotsenboot des Typs Stan Pilot 2205
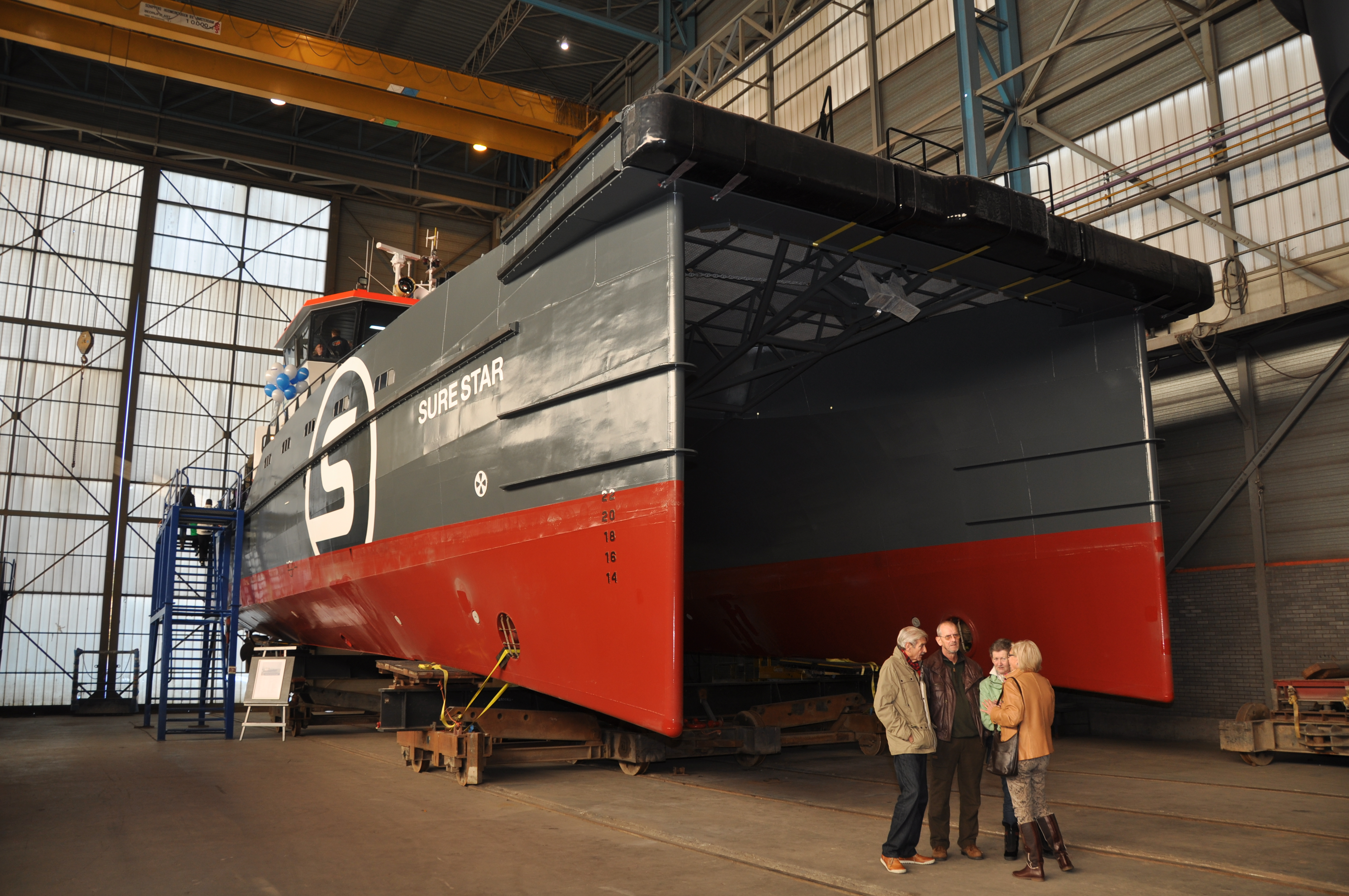
Axtbug in Katamaranausführung
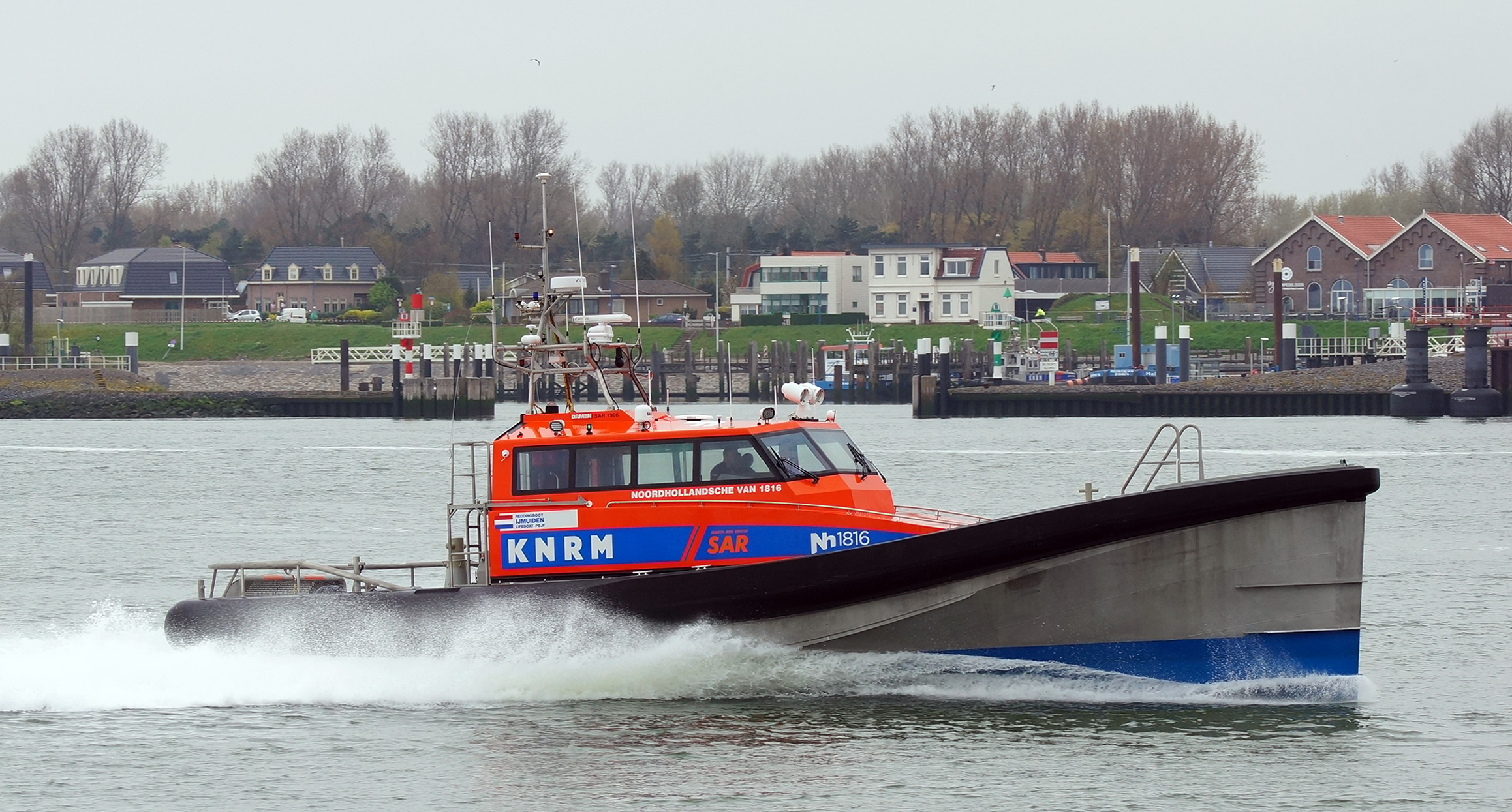
Nh 1816 der KNRM
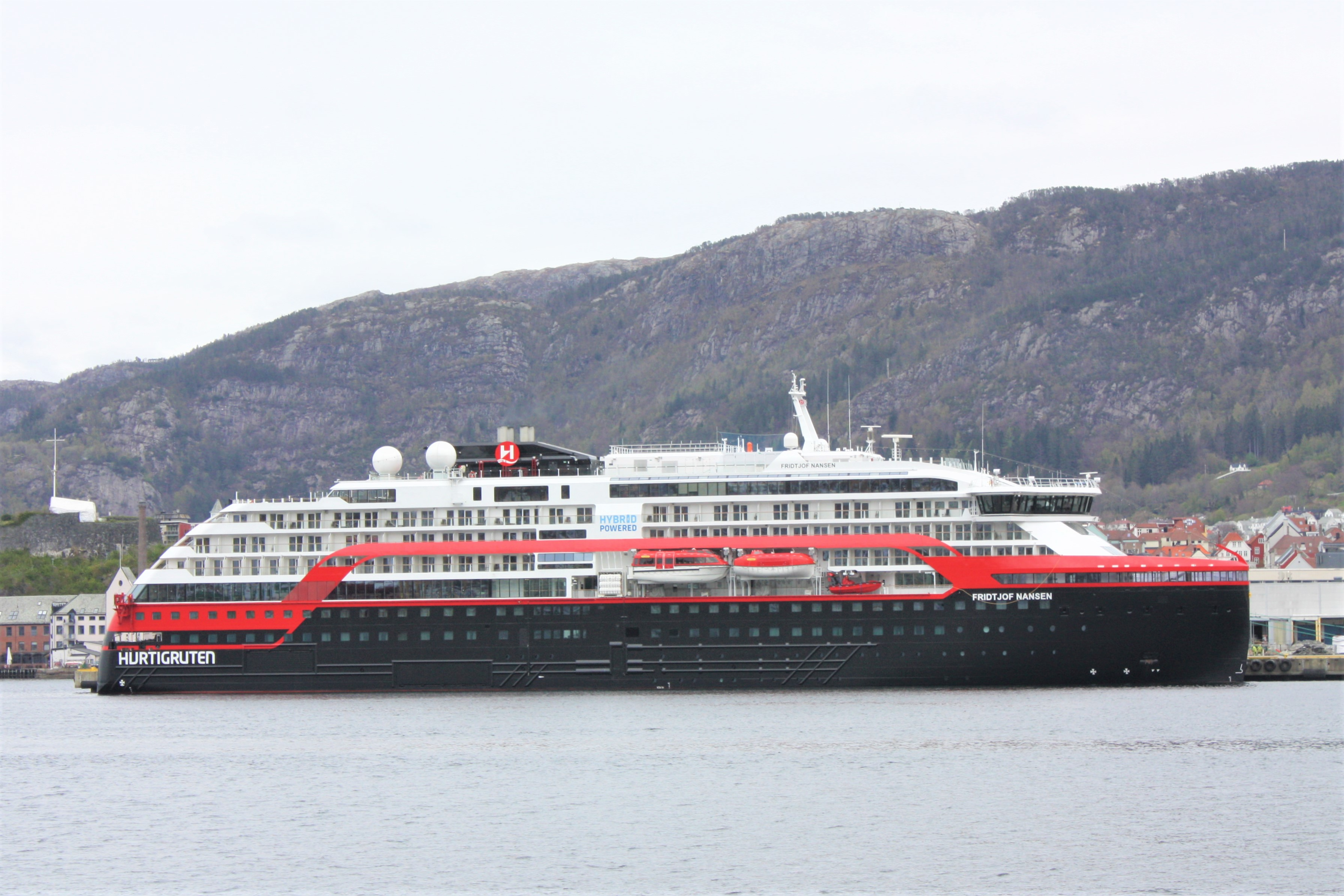
Kreuzfahrtschiff mit Axtbug